# Chambers County (Alabama)
Chambers County je okres ve státě Alabama v USA. K roku 2010 zde žilo 34 215 obyvatel. Správním městem okresu je LaFayette. Celková rozloha okresu činí 1 562 km².